# Wahlen zum Senat der Vereinigten Staaten 1978
Die Wahlen zum Senat der Vereinigten Staaten 1978 zum 96. Kongress der Vereinigten Staaten fanden am 7. November statt. Sie waren Teil der Wahlen in den Vereinigten Staaten an diesem Tag, den Halbzeitwahlen (engl. midterm election) in der Mitte der Amtszeit von Präsident Jimmy Carter.
Zur Wahl standen die 33 Sitze der Klasse II, außerdem fanden zwei Nachwahlen für vorzeitig aus dem Amt geschiedene Senatoren statt. 18 dieser Senatoren gehörten der Demokratischen Partei an, 17 den Republikanern. 15 Amtsinhaber wurden wiedergewählt, 6 Demokraten und 9 Republikaner. 8 bisher von Demokraten gehaltene Sitze wurden von den Republikanern gewonnen, 5 Sitze gingen von den Republikanern an die Demokraten. Die demokratische Mehrheit im Senat sank dadurch von 61 auf 58 Sitze, während die Republikaner sich von 38 auf 41 verbessern konnten. Der unabhängige Senator Harry F. Byrd junior hatte nicht zur Wahl gestanden, er gehörte der Fraktion der Demokraten an.
Zu Veränderungen nach der Wahl siehe auch Liste der Mitglieder des Senats im 96. Kongress der Vereinigten Staaten.

## Ergebnisse

### Nachwahlen zum 95. Kongresses
Die Inhaber der hier zur Wahl stehenden Sitze wurden als Ersatz für ausgeschiedene Senatoren ernannt, die Wahlen fanden gleichzeitig mit der Wahl zum 96. Kongress statt. Die Gewinner dieser Wahlen wurden vor dem 3. Januar 1979 in den Senat aufgenommen, also während des 95. Kongresses.
| Staat     | Amtierender Senator  | Partei   | Nachwahl   | Ergebnis                | Neuer Senator     |
| --------- | -------------------- | -------- | ---------- | ----------------------- | ----------------- |
| Alabama   | Maryon Pittman Allen | Demokrat | Klasse III | von Demokraten gehalten | Donald W. Stewart |
| Minnesota | Muriel Humphrey      | Demokrat | Klasse I   | Zugewinn Republikaner   | David Durenberger |

### Wahlen zum 96. Kongress
Die Gewinner dieser Wahlen wurden am 3. Januar 1979 in den Senat aufgenommen, also bei Zusammentritt des 96. Kongresses. Alle Sitze dieser Senatoren gehören zur Klasse II.
| Staat          | Amtierender Senator   | Partei       | Ergebnis                   | Neuer Senator        |
| -------------- | --------------------- | ------------ | -------------------------- | -------------------- |
| Alabama        | John Sparkman         | Demokrat     | von Demokraten gehalten    | Howell Heflin        |
| Alaska         | Ted Stevens           | Republikaner | wiedergewählt              | Ted Stevens          |
| Arkansas       | Kaneaster Hodges      | Demokrat     | von Demokraten gehalten    | David Pryor          |
| Colorado       | Floyd K. Haskell      | Demokrat     | Zugewinn Republikaner      | William L. Armstrong |
| Delaware       | Joe Biden             | Demokrat     | wiedergewählt              | Joe Biden            |
| Georgia        | Sam Nunn              | Demokrat     | wiedergewählt              | Sam Nunn             |
| Idaho          | James A. McClure      | Republikaner | wiedergewählt              | James A. McClure     |
| Illinois       | Charles H. Percy      | Republikaner | wiedergewählt              | Charles H. Percy     |
| Iowa           | Richard C. Clark      | Demokrat     | Zugewinn Republikaner      | Roger Jepsen         |
| Kansas         | James B. Pearson      | Republikaner | von Republikanern gehalten | Nancy Kassebaum      |
| Kentucky       | Walter Huddleston     | Demokrat     | wiedergewählt              | Walter Huddleston    |
| Louisiana      | Bennett Johnston      | Demokrat     | wiedergewählt              | Bennett Johnston     |
| Maine          | William Dodd Hathaway | Demokrat     | Zugewinn Republikaner      | William Cohen        |
| Massachusetts  | Edward Brooke         | Republikaner | Zugewinn Demokraten        | Paul Tsongas         |
| Michigan       | Robert P. Griffin     | Republikaner | Zugewinn Demokraten        | Carl Levin           |
| Minnesota      | Wendell Anderson      | Demokrat     | Zugewinn Republikaner      | Rudy Boschwitz       |
| Mississippi    | James Eastland        | Demokrat     | Zugewinn Republikaner      | Thad Cochran         |
| Montana        | Paul G. Hatfield      | Demokrat     | von Demokraten gehalten    | Max Baucus           |
| Nebraska       | Carl Curtis           | Republikaner | Zugewinn Demokraten        | J. James Exon        |
| New Hampshire  | Thomas J. McIntyre    | Demokrat     | Zugewinn Republikaner      | Gordon J. Humphrey   |
| New Jersey     | Clifford P. Case      | Republikaner | Zugewinn Demokraten        | Bill Bradley         |
| New Mexico     | Pete Domenici         | Republikaner | wiedergewählt              | Pete Domenici        |
| North Carolina | Jesse Helms           | Republikaner | wiedergewählt              | Jesse Helms          |
| Oklahoma       | Dewey F. Bartlett     | Republikaner | Zugewinn Demokraten        | David L. Boren       |
| Oregon         | Mark Hatfield         | Republikaner | wiedergewählt              | Mark Hatfield        |
| Rhode Island   | Claiborne Pell        | Demokrat     | wiedergewählt              | Claiborne Pell       |
| South Carolina | Strom Thurmond        | Republikaner | wiedergewählt              | Strom Thurmond       |
| South Dakota   | James Abourezk        | Demokrat     | Zugewinn Republikaner      | Larry Pressler       |
| Tennessee      | Howard Baker          | Republikaner | wiedergewählt              | Howard Baker         |
| Texas          | John Tower            | Republikaner | wiedergewählt              | John Tower           |
| Virginia       | William L. Scott      | Republikaner | von Republikanern gehalten | John Warner          |
| West Virginia  | Jennings Randolph     | Demokrat     | wiedergewählt              | Jennings Randolph    |
| Wyoming        | Clifford P. Hansen    | Republikaner | von Republikanern gehalten | Alan K. Simpson      |

- wiedergewählt: ein gewählter Amtsinhaber wurde wiedergewählt.